# Középkori kézifegyverek listája
A középkori kézifegyverek nagyon sokfélék, vannak nagyon egyszerűek, mint a kések, de akadnak köztük komplexebb szerkezetek is, például a számszeríjak. Ez a lista a középkori kézifegyvereknek a leggyakoribb fajtáit különböző csoportokba szedve mutatja be.

## Kések
- Tőr
- Kés
- Kris ázsiai tőr

## Kardok

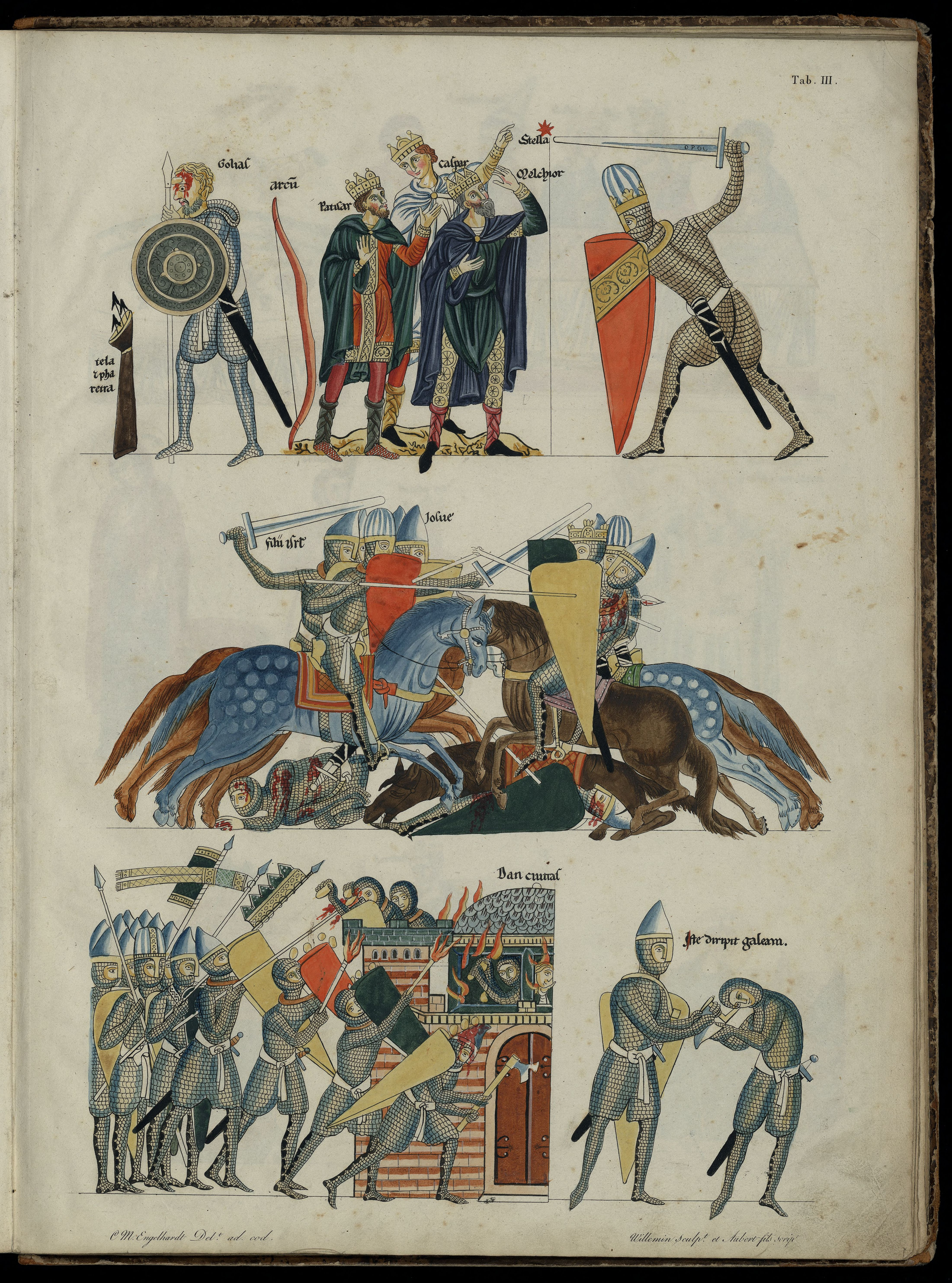
Fegyverek ábrázolása Herradis von Landsberg Hortus deliciarum művében, 1180 körül

- Hosszúkard
- Falchion
- Rapír(en)
- Népvándorlás kori szablya
- Jatagán török kard
- Dzsanmadao kínai kard
- Kodacsi japán rövid kard
- Vakizasi  japán rövid kard
- Katana japán szamurájkard

## Ütő és hasítófegyverek

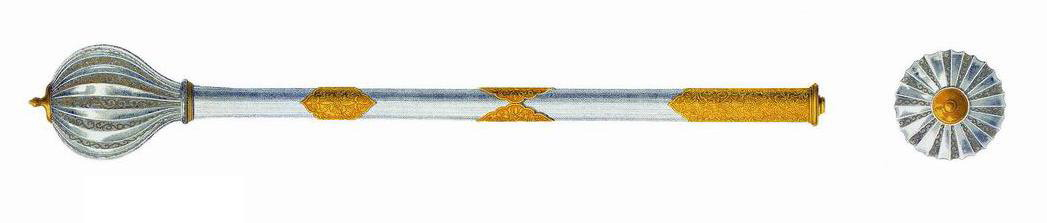
Bordás buzogány

- Buzogány
  - Láncos buzogány
  - Tüskés buzogány(en)
  - Bordás buzogány Bordás buzogány
- Fokos
- Csatabárd
- Tomahawk

- Kuszari-fundó japán láncfegyver

## Szálfegyverek
- Lándzsa
- Pika
- Dárda
- Alabárd
- Naginata
- Biszentó

## Gyakorlófegyverek
- Féder
- Dusszak
- Bokken japán gyakorló fakard

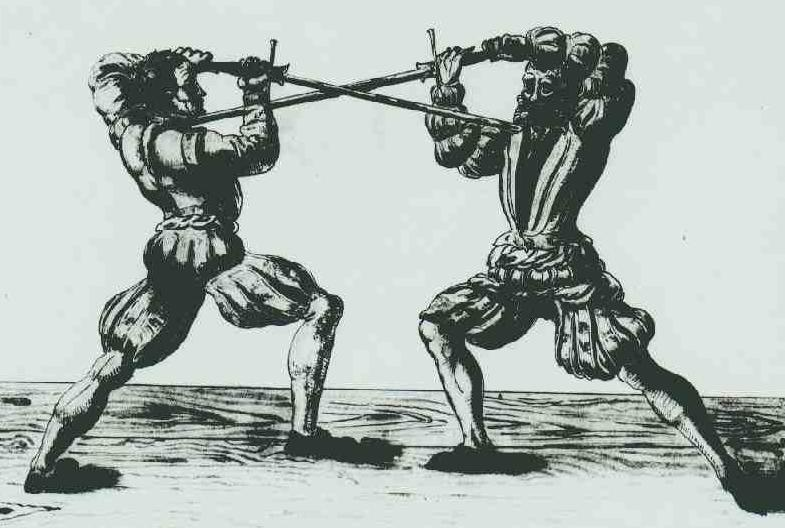
Féder

- Fukuro sinai japán gyakorló bambuszkard
- Sinai japán gyakorló bambuszkard

## Távolsági fegyverek
- Parittya
- Íj
- Számszeríj
- Hajítófa
- Dobókereszt
- Hajítóbárd(en)
- Gerely
- Kéziágyú(en)